# المخلقة (قارة)

تعديل مصدري - تعديل

المخلقة هي إحدى قرى عزلة قارة بمديرية قارة التابعة لمحافظة حجة، بلغ تعداد سكانها 758 نسمة حسب تعداد اليمن لعام 2004.